# Studia Philosophica
Studia Philosophica je český odborný recenzovaný časopis, ve kterém je pojednáváno o filozofii a o tématech s filozofií souvisejících. Časopis je vydáván od roku 2009 dvakrát ročně a vydává ho Katedra filozofie Filozofické fakulta Masarykovy univerzity. Šéfredaktorem časopisu je Ph.D. Jan Zouhar a výkonným redaktorem je Ph.D. Josef Petrželka.
Tento časopis má být pokračovatelem časopisu Sborník prací filozofické fakulty brněnské univerzity, řada filozofická, který byl vydáván mezi lety 1953 až 2008.